# Sant Boi (métro de Barcelone)
Sant Boi est une station de la ligne 8 du métro de Barcelone.

## Situation sur le réseau
La station se situe sur la rue Josep Torras i Bages (Carrer de Josep Torras i Bages), sur le territoire de la commune de Sant Boi de Llobregat. Elle s'intercale entre les stations Molí Nou | Ciutat Cooperativa — terminus de la ligne 8 — et Cornellà-Riera de la ligne Llobregat - Anoia des Chemins de fer de la généralité de Catalogne (FGC).

## Histoire
La station ouvre au public le 29 décembre 1912, à l'occasion de la mise en service de la ligne entre Barcelone et Martorell. Elle est réaménagée à plusieurs reprises, passant progressivement de cinq à trois voies, dont seules deux sont réellement utilisées.

## Services aux voyageurs

### Accès et accueil
La station dispose de trois voies et de deux quais dont un desservant deux voies.

### Intermodalité
La station permet la correspondance avec les lignes suburbaines et régionales de l'infrastructure Llobregat - Anoia.